# Stacey Street
Stacey Street ist  ein census-designated place (CDP) im Palm Beach County im US-Bundesstaat Florida. Das U.S. Census Bureau hat bei der Volkszählung 2020 eine Einwohnerzahl von 978 ermittelt. 

## Geographie
Stacey Street grenzt im Süden direkt an die Stadt Haverhill und liegt etwa 5 km südwestlich von West Palm Beach.

## Demographische Daten
Laut der Volkszählung 2010 verteilten sich die damaligen 858 Einwohner auf 201 Haushalte. Die Bevölkerungsdichte lag bei 2860,0 Einw./km². 25,2 % der Bevölkerung bezeichneten sich als Weiße, 41,6 % als Afroamerikaner, 1,3 % als Indianer und 0,6 % als Asian Americans. 29,5 % gaben die Angehörigkeit zu einer anderen Ethnie und 1,9 % zu mehreren Ethnien an. 49,2 % der Bevölkerung bestand aus Hispanics oder Latinos.
Im Jahr 2010 lebten in 68,1 % aller Haushalte Kinder unter 18 Jahren sowie 6,2 % aller Haushalte Personen mit mindestens 65 Jahren. 83,8 % der Haushalte waren Familienhaushalte (bestehend aus verheirateten Paaren mit oder ohne Nachkommen bzw. einem Elternteil mit Nachkomme). Die durchschnittliche Größe eines Haushalts lag bei 4,01 Personen und die durchschnittliche Familiengröße bei 4,09 Personen.
45,1 % der Bevölkerung waren jünger als 20 Jahre, 38,4 % waren 20 bis 39 Jahre alt, 13,7 % waren 40 bis 59 Jahre alt und 2,8 % waren mindestens 60 Jahre alt. Das mittlere Alter betrug 23 Jahre. 49,7 % der Bevölkerung waren männlich und 50,3 % weiblich.
Das durchschnittliche Jahreseinkommen lag bei 45.089 $, dabei lebte niemand unter der Armutsgrenze.
Im Jahr 2000 war Englisch die Muttersprache von 52,89 % der Bevölkerung, spanisch sprachen 43,02 % und 4,09 % sprachen haitianisch.